# CD27

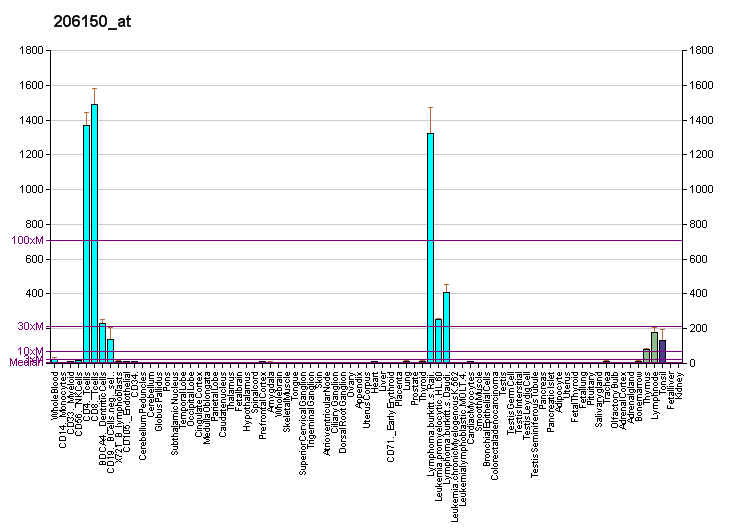
schéma exprese genu CD27

CD27 je transmembránový glykoprotein I. třídy o hmotnosti 55 kDa. Patří do rodiny TNF (tumor necrosis factor) receptorů. Jedná se o kostimulační receptor, jeho funkcí je poskytnout druhý signál nutný k aktivaci a diferenciaci. Ligandem CD27 je molekula CD70, která je transientně exprimována na aktivovaných buňkách imunitního systému jako jsou NK buňky, B lymfocyty, dendritické buňky a T lymfocyty. Existují různé formy CD27. Membránově vázané CD27 je homodimer stabilizovaný disulfidickou vazbou. Dále bylo v séru během zánětu detekováno monomerní CD27. Po aktivaci T lymfocytů se uvolňuje extracelulární podjednotka membránového CD27 o hmotnosti 32 kDa označovaná jako solubilní CD27 (sCD27).

## Exprese
CD27 je exprimováno především na T lymfocytech. Úroveň exprese se liší podle různých populací T lymfocytů, a také podle jejich diferenciace a aktivace. CD27 exprimují supresorové T lymfocyty (Treg) a klidové α/β CD4+ T lymfocyty, dále pak CD8+ T lymfocyty a γ/δ T lymfocyty. CD27 je konstitutivně exprimováno na nezkušených T lymfocytech, poté, co T lymfocyty získají efektorový fenotyp, je exprese CD27 potlačena.
Exprese CD27 byla taktéž pozorována na B lymfocytech, a to na buňkách v germinálních centrech, paměťových B lymfocytech a plazmatických buňkách. Funkce CD27 v B lymfocytech nebyla zatím zcela popsána.
CD27 bylo detekováno i na NK buňkách, snížení exprese na NK buňkách je spojeno se ziskem efektorového fenotypu a vysokou lytickou aktivitou.

## Mutace
CD27 obsahuje 3 CRD (cysteine-rich domains). Mutace v těchto doménách, jako jsou: C53Y, C96Y a R107C, snižují expresi CD27. Pro poškození funkčnosti imunitního systému jsou ale pravděpodobně důležitější mutace narušující interakci CD27 a CD70 jako je například mutace R78W.

## Signalizace
CD27 svojí intracelulární doménou interaguje s proteiny z rodiny TRAF (TNF receptor associated factor), konkrétně na TRAF 2, TRAF3 a TRAF 5. Signalizace skrze CD27, TRAF 2 a TRAF 5 aktivuje NF-κB dráhu a aktivaci JNK. CD27 aktivuje jak alternativní, tak kanonickou dráhu aktivace NF-κB, alternativní dráha je inhibována TRAF3.
Interakce mezi CD27 a CD70 může vést i k reverzní signalizaci směrem do buňky exprimující CD70. Tyto signály mohou vést v případě lidských B lymfocytů k zesílení aktivace a v případě NK buněk ke zlepšení přežití. Zároveň tato signalizace může fungovat jako proliferativní signál pro rakovinné B lymfocyty.
Signalizace skrze CD27 může vést k apoptóze buňky zprostředkované adaptorovým proteinem Siva obsahujícím death doménu a aktivací kaspáz.

## Solubilní CD27
Aktivace T lymfocytů vede k odštěpení extracelulární domény membránově vázaného CD27 metalloproteinázami a vzniku rozpustné formy – solubilního CD27 (sCD27) o hmotnosti 32 kDa. U pacientů s HIV, systémovým lupus erythematodes, virovými infekcemi či lymfomy bylo pozorováno zvýšení hladiny sCD27 v séru jako znak aktivace imunitního systému.

## Deficience v CD27
Deficience v CD27 nebo CD70 se může projevit v dětství infekcí virem EBV a vývojem Hodgkinova lymfomu. CD27 signalizace je schopna aktivovat CD8+ T lymfocyty bez pomoci CD4+ T lymfocytů. Dále lidé s defekty v CD27 či CD70 trpí v dětství vleklými infekcemi. Dále byla u těchto pacientů pozorována nedostatečnost paměťových B lymfocytů, paměťových CD4+ a CD8+ T lymfocytů a hypogamaglobulinemie.

## Role CD27 v hematopoéze
V myších modelech byly pozorovány hematopoetické kmenové buňky a progenitorové buňky exprimující CD27. Bylo pozorováno, že u myší imunitní systém může skrze osu CD27-CD70 ovlivňovat hematopoézu. U lidí nebyla exprese těchto molekul na kmenových a progenitorových buňkách pozorována, byla ovšem pozorována na maligních protějšcích těchto buněk.

## Role CD27 ve vývoji thymocytů a NK buněk
Exprese CD27 byla pozorována pouze u pozdních vývojových stadií thymocytů. Thymové stromální buňky exprimují nízké hladiny CD70, ale role těchto molekul ve vývoji lidských thymocytů nebyla popsána. V případě myší byla popsána důležitost osy CD27-CD70 pro diferenciaci funkčních γ/δ T lymfocytů.
V případě vývoje NK buněk je CD27 silně exprimováno u pozdních vývojových stadií a mizí po získání efektorového fenotypu.

## CD27 a rakovina
Dysregulace osy CD27-CD70 se často objevuje v hematologických i pevných nádorech, kdy v nádorovém mikroprostředí působí imunosupresivně a podporuje růst nádoru. V hematologických nádorech, ve kterých nádorové buňky exprimují CD27 a CD70, zajišťuje tato osa udržení kmenovosti buněk, proliferaci a přežití nádorových buněk.

### Leukémie
Pacienti s chronickou myeloidní leukémií (CML) a akutní myeloidní leukémiií (AML) mohou v nádorovém mikroprostředí obsahovat leukemické kmenové buňky konstitutivně exprimující CD27. Tyto buňky mohou společně s CD27 exprimovat CD70. U AML byly pozorovány vysoké hladiny sérového sCD27 spojené s horší prognózou.
Signalizace CD27-CD70 osy u těchto leukémií pravděpodobně aktivuje Wnt a beta-katenin kaskádu, jejíž aktivace vede k progresi onemocnění zvýšenou proliferací leukemických kmenových buněk a rezistencí k léčivům. Tato role CD27-CD70 osy ve vývoji leukémií je dále posílena experimenty, kdy blokáda této signalizace snížila proliferaci nádorových buněk.

### Imunoterapie
Většina současně vyvíjených imunoterapeutických postupů využívajících monoklonální protilátky či CAR-T lymfocyty cílí při blokádě osy CD27-CD70 na molekulu CD70 vysoce exprimovanou na nádorových buňkách.

#### Varlilumab
Varlilumab je lidská monoklonální protilátka proti CD27. Jedná se o IgG1κ. Principem funkce je vazba na CD27 ve vazebném místě pro CD70 a mimikování této vazby vedoucí k vybuzení kostimulačního signálu. V transgenních myších modelech a in vitro stimuloval varlilumab expanzi T lymfocytů. Dalším popsaným účinkem je snížení počtu supresorových T lymfocytů (Treg) v periferní krvi pacientů s rakovinou.